# Mata Mua
Mata Mua (Autrefois) est une peinture à l'huile sur toile du peintre Paul Gauguin réalisée en 1892. Le tableau se trouve au musée Thyssen-Bornemisza de Madrid. Il fait partie du cycle tahitien de l'artiste.

## Description
Dans un paysage idyllique, abrité par les montagnes, des femmes vénèrent Hina, déesse de la lune. Au premier plan, l'une des femmes joue de la flûte. À gauche, derrière le tronc d'un grand arbre qui divise la composition en deux, comme un montant de porte, d'autres femmes dansent autour d'une statue de la déesse.
Dans la composition, l'énorme tronc d'arbre est le centre du tableau et le divise en deux scènes. À droite, un couple de jeunes femmes est assis sereinement, l'une jouant de la flûte et l'autre l'écoutant. À gauche, une sorte de cérémonie religieuse : un groupe de femmes danse autour d'une statue de la déesse Hina. Le paysage est idyllique, dense et étouffant, avec une verdure luxuriante et en arrière-plan les montagnes roses et violettes qui enserrent la vallée, qui semble isolée de toute pollution. Les couleurs sont arbitraires (elles intensifient les possibilités expressives), plates, pures, intenses et sans contraste.
Paul Gauguin s'est installé à Tahiti en 1891, espérant trouver une inspiration créatrice dans une culture primitive, non touchée dans son développement par l'influence de la civilisation occidentale. Mais il n'a trouvé que des traces d'un passé légendaire, voué à disparaître. Mata Mua (Autrefois) est un hymne à la vie dans la simplicité primitive à laquelle l'artiste français aspirait tant. Peint dans des couleurs claires et nettes, sans la moindre prétention au naturalisme, c'est aussi une élégie pour un âge d'or révolu.

## Historique
Gauguin est retourné en France en 1892 et a organisé une exposition pour vendre ses peintures tahitiennes, qui n'ont pas été comprises. Le tableau a été exposé pour la première fois lors de l'exposition personnelle de Gauguin en 1893 à la Galerie Durand-Ruel. Le 18 février 1895, le tableau a été mis en vente à l'Hôtel Drouot, le bénéfice de cette vente devant être consacré au deuxième et dernier voyage en Océanie. Gustave Fayet a acheté le tableau lors de cette vente et, en 1903, il l'a présenté, parmi d'autres œuvres de Gauguin de sa collection, à l'exposition du Salon d'Automne de Paris. Il a ensuite été exposé à la galerie Paul Rosenberg, où il a été acquis par Gilbert Fuller, de Boston, puis par la famille Dreyfus.
Le 10 mai 1989, le tableau a été mis aux enchères à la maison de vente Sotheby's, où il a été acquis pour 3 800 000 $ américains en partage entre Hans Thyssen-Bornemiza et son partenaire commercial Jaime Ortiz Patiño. L'accord impliquait que formellement, le tableau serait la propriété de chacun d'eux pendant 2 ans et demi, et après cinq ans, on devrait racheter la part d'un partenaire. Patiño a rejeté la première offre de rachat de Thyssen-Bornemisza, mais a ensuite accepté de lui céder sa part après l'expertise du tableau par des experts indépendants. L'estimation finale était de 24 200 000 $, ce que Thyssen-Bornemisza a accepté, et le tableau est devenu partie intégrante de sa collection.
Le tableau a été déposé dans le musée madrilène Thyssen-Bornemisza par la veuve du baron Thyssen, la collectionneuse Carmen Cervera en 1999 sous forme de prêt renouvelable.